# Chase Jackson
Chase Foster Jackson, född Ealey den 20 juli 1994, är en amerikansk kulstötare.

## Karriär
I mars 2022 vid inomhus-VM tog Jackson silver i kultävlingen och tangerade det nordamerikanska inomhusrekordet med en stöt på 20,21 meter. I juni 2022 tog Jackson guld vid amerikanska mästerskapen i Eugene efter en stöt på 20,51 meter. Det var en ökning med 38 centimeter på hennes personbästa, ett nytt mästerskapsrekord och världsårsbästa samt den näst längsta stöten genom tiderna av en amerikan efter Michelle Carter. I juli 2022 vid VM i Eugene tog Jackson guld i kultävlingen efter en stöt på 20,49 meter och blev då den första amerikanska kvinnan att vinna ett VM-guld i kula.
I augusti 2023 vid VM i Budapest tog Jackson sitt andra raka VM-guld efter en stöt på 20,43 meter.

## Tävlingar

### Internationella
| År               | Tävling                           | Plats            | Placering        | Gren             | Distans          |
| Tävlande för USA | Tävlande för USA                  | Tävlande för USA | Tävlande för USA | Tävlande för USA | Tävlande för USA |
| ---------------- | --------------------------------- | ---------------- | ---------------- | ---------------- | ---------------- |
| 2013             | Panamerikanska juniormästerskapen | Medellín         | 3:e              | Kulstötning      | 14,88 m          |
| 2019             | Världsmästerskapen                | Doha             | 7:e              | Kulstötning      | 18,82 m          |
| 2022             | Inomhusvärldsmästerskapen         | Belgrad          | 2:a              | Kulstötning      | 20,21 m 0=AR0    |
| 2022             | Världsmästerskapen                | Eugene           | 1:a              | Kulstötning      | 20,49 m          |
| 2023             | Världsmästerskapen                | Budapest         | 1:a              | Kulstötning      | 20,43 m          |
| 2024             | Inomhusvärldsmästerskapen         | Glasgow          | 3:e              | Kulstötning      | 19,67 m          |
| 2024             | Olympiska sommarspelen            | Paris            | 17:e (kval)      | Kulstötning      | 17,60 m          |
| 2025             | Inomhusvärldsmästerskapen         | Nanjing          | 3:e              | Kulstötning      | 20,06 m          |

### Nationella
| - Amerikanska friidrottsmästerskapen (utomhus): - 2019: Guld – Kulstötning (19,56 meter, Des Moines) - 2022: Guld – Kulstötning (20,51 meter, Eugene) - 2024: Guld – Kulstötning (20,10 meter, Eugene) | - Amerikanska friidrottsmästerskapen (inomhus): - 2019: Guld – Kulstötning (18,62 meter, New York) - 2020: Guld – Kulstötning (18,99 meter, Albuquerque) - 2022: Silver – Kulstötning (19,10 meter, Spokane) - 2023: Guld – Kulstötning (19,87 meter, Albuquerque) - 2024: Guld – Kulstötning (20,02 meter, Albuquerque) - 2025: Guld – Kulstötning (19,65 meter, New York) |

## Personliga rekord
- Kulstötning – 20,76 m (Eugene, 16 september 2023) 0NR0[8]